# 齋藤隆 (重量挙げ選手)
齋藤 隆（さいとう たかし、1953年1月28日 - ）は、山形県・酒田市出身の元ウエイトリフティング選手。モントリオールオリンピック日本代表。

## 人物
1953年1月28日山形県酒田市に誕生する。
1971年、日本体育大学に入学。1976年に山添高校教員として臨んだモントリオールオリンピックでは4位入賞を果たした。
2020年、生涯スポーツ功労者賞を受賞。

## 主な競技歴
- 1976年　モントリオールオリンピック　フェザー級4位
- 1978年　ウエイトリフティング世界選手権大会60kg級　総合2位（ジャーク1位）
- 1979年　アジアウエイトリフティング選手権60kg級　優勝

## 脚註
1. 1 2  “Takashi Saito Olympic Results”.  Sports Reference LLC. 2020年4月17日時点のオリジナルよりアーカイブ。2021年2月7日閲覧。